# Dagoberto Currimilla
Dagoberto Alexis Currimilla Gómez (Paillaco, 26 dicembre 1987) è un ex calciatore cileno, di ruolo difensore.